# Sunny Jain

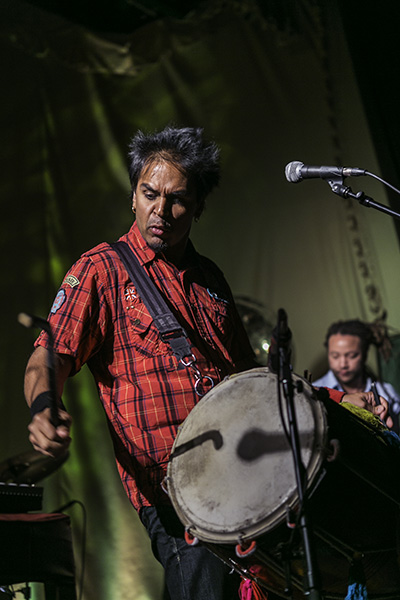
Sunny Jain 2012

Sunny Jain (* 1975 in Rochester/New York) ist ein US-amerikanischer Dholspieler, Schlagzeuger und Komponist.
Jain hatte als Kind Schlagzeugunterricht und lernte im Alter von zwölf Jahren die Jazzmusik kennen; besonderes Interesse hatte er an den Schlagzeugern Max Roach, Philly Joe Jones und Elvin Jones. Nach der Highschool studierte er Jazzperformance an der Rutgers University und Musikbusiness an der New York University. Während der Zeit an der New York University beschäftigte er sich intensiv mit der indischen Musik und erlernte das Dholspiel. In den Folgejahren trat er mit Musikern wie Marc Cary, Kenny Wollesen, Kyle Eastwood. Himanshu Suri, Karsh Kale, Vijay Iyer, Andres Levin, Dewey Redman, Kenny Barron, Seamus Blake, David Byrne, Cucu Diamantes, Peter Gabriel, Norah Jones, Rudresh Mahanthappa und Donny McCaslin auf. Zweimal wurde er mit dem Arts International Award ausgezeichnet.
2002 wurde Jain zum Jazzbotschafter der U.S. State Department und des Kennedy Center ernannt. Im gleichen Jahr veröffentlichte er sein Debütalbum As Is mit dem Gitarristen Rez Abbasi, dem Tenorsaxophonisten Steve Welsh und dem Bassisten Gary Wang. 2008 gründete er die Gruppe Red Baraat, eine neunköpfige Band von Bläsern und Perkussionisten, die in ihrer Musik klassische Bhangrarhythmen mit Hip-Hop, Jazz, Funk und Rock verbindet. Mit der Band nahm er u. a. die Alben Chaal Baby (2009), Shruggy Ji (2013) und Bhangri Pirates (2017) auf. Daneben nahm er auch an Tourneen und Aufnahmen von Salman Ahmads Sufi-Rockband Junoon teil.
In Zusammenarbeit mit dem Pianisten Marc Cary und dem Gitarristen Nir Felder entstand 2010 das Album Taboo. Seit 2019 ist er künstlerischer Leiter der Theatershow The Jungle, die mit einem Obie Award ausgezeichnet wurde. 2020 veröffentlichte er bei Smithonian Folkways mit Joel Hamilton das Album Wild Wild East. Jain gibt an Hochschulen und Universitäten Workshops und Meisterklassen in den Fächern Perkussion, indische Rhythmuskonzepte und Musikbusiness. Er ist Autor von zwei Lehrbüchern für Schlagzeuger.

## Weblink
- Website von Sunny Jain